# Clyde Tomb von Crarae Garden

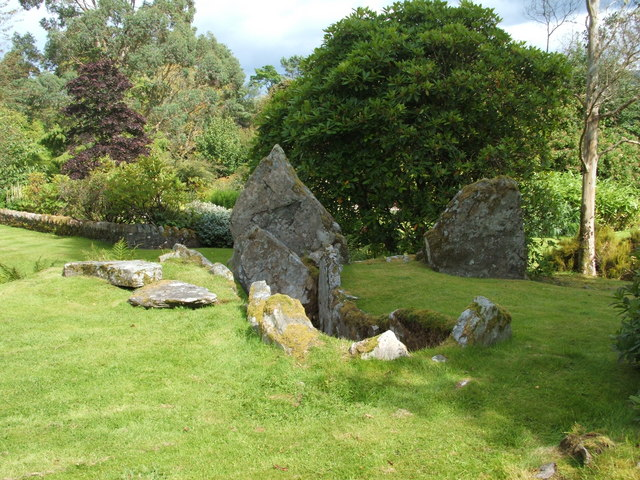
Clyde tomb von Crarae Garden

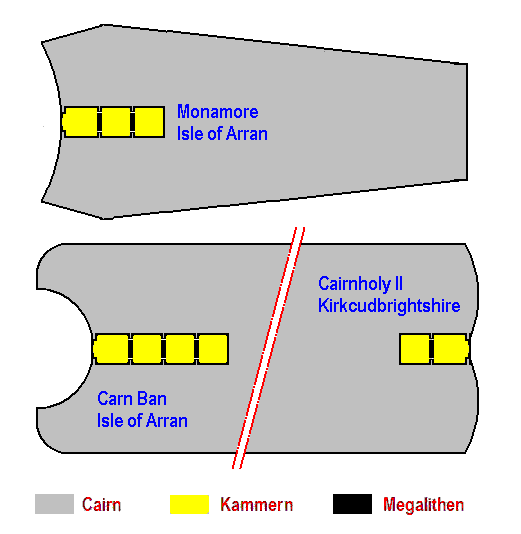
Prinzipskizze von Clyde Tombs

Das Clyde Tomb von Crarae Garden bei Inveraray (gälisch:  Inbhir Aora) liegt  im NTS (National Trust for Scotland) Garten von Crarae (auch Crarae glen garden genannt) am Loch Fyne in Argyll and Bute in Schottland.
Die Reste eines trapezoiden neolithischen Steinhügels, der einst etwa 33,0 m lang und am östlichen Ende etwa 22,0 m breit war, verjüngen sich auf eine Breite von 3,5 m am westlichen Ende. Eine nahezu flache Orthostatenfassade mit Trockenmauerwerk dazwischen flankiert den Zugang in die aus drei Kammern bestehende Galerie.
Der Bereich vor der Exedra und die Galerie wurden zwischen 1953 und 1955 von Jack G. Scott (1913–1999) ausgegraben. Das Innere der Kammern war mit Erde angefüllt. Die Position aller Funde wurde dreidimensional aufgezeichnet. Es wurden die Überreste von mindestens drei Personen identifiziert. Die verbrannten Knochen in den beiden hinteren Kammern stammten von einem Jugendlichen oder jungen Erwachsenen im Alter von 14–20 Jahren und einem 25–35 Jahre alten Erwachsenen. Die unverbrannt gefundenen Knochen der dritten Person stammen von einem kleinen Erwachsenen. Die Artefakte bestanden aus einer rautenförmigen Pfeilspitze aus Feuerstein, zerscherbter Keramik und Fragmenten einer späteren Handdrehmühle. In großen Gruben, vor der Fassade und im Innenraum wurden jeweils etwa 2500 Meermuscheln gefunden.
Innerhalb einer Studie über die Nahrungsmittel während der Jungsteinzeit wurden zwei C14-Daten ermittelt. Das erste stammt von Knochen aus der Kammer und ergab ein kalibriertes Datum von 3640 bis 3380 v. Chr. Die Isotopenuntersuchung der Knochen ergab, dass die Ernährung der Bestatteten vor allem auf Rindern, Schafen und Schweinen, nicht jedoch auf Meeresressourcen beruhte, trotz der Lage an den Ufern des Loch Fyne und trotz der Ablage von Meeresmuscheln, darunter der von speziellen Austern. Die Probe einer Muschelschale aus der Grube in der Kammer ergab ein Datum von 4240 bis 3780 v. Chr.